# Ma Sơn
Ma Sơn (chữ Hán giản thể: 麻山区, âm Hán Việt: Ma Sơn khu) là một quận thuộc địa cấp thị Kê Tây, tỉnh Hắc Long Giang, Cộng hòa Nhân dân Trung Hoa. Quận Ma Sơn có diện tích 411 km², dân số 40.000 người. Mã số bưu chính của quận Ma Sơn là 158180. Quận Ma Sơn được chia thành 1 Ma Sơn. 